# Delko (Niger)
Delko ist ein Dorf im Arrondissement Zinder V der Stadt Zinder in Niger.

## Geographie
Das von einem traditionellen Ortsvorsteher (chef traditionnel) geleitete Dorf befindet sich südlich des Stadtzentrums im ländlichen Gemeindegebiet von Zinder, der Hauptstadt der gleichnamigen Region Zinder. Zu den Nachbardörfern von Delko zählen Angoual Géré im Nordosten, Rigal Kalla im Südosten und Garin Boulama im Westen.
Wie im gesamten Gemeindegebiet von Zinder herrscht das Klima der Sahelzone vor, mit einer durchschnittlichen jährlichen Niederschlagsmenge zwischen 300 und 400 mm.

## Bevölkerung
Bei der Volkszählung 2012 hatte Delko 1123 Einwohner, die in 161 Haushalten lebten. Bei der Volkszählung 2001 betrug die Einwohnerzahl 698 in 126 Haushalten.

## Wirtschaft und Infrastruktur
Es gibt eine Schule im Dorf.